# Paul Ulrich Villard
Paul Ulrich Villard (Saint-Germain-au-Mont-d'Or, Rhône, 28 de septiembre de 1860 - Bayona, 13 de enero de 1934) fue un químico y físico francés, recordado por su descubrimiento en 1900 de los rayos gamma mientras estudiaba la radiación que emana del radio.

## Primeras investigaciones
Villard se graduó en la École Normale Supérieure en 1881 y enseñó en varios liceos, terminando en un liceo de Montpellier. Mantendría un puesto en el laboratorio de la Escuela Normal Superior hasta su jubilación. Cuando descubrió lo que hoy llamamos los rayos gamma, Villard trabajaba en el Departamento de Química de la École Normale Supérieure en la calle de Ulm, Paris.
A Villard también se le atribuye el descubrimiento del hidrato de argón. Pasó la primera parte de su carrera (1888-1896) centrado en el estudio de compuestos similares a altas presiones.

## Descubrimiento de los rayos gamma
Villard investigó la radiación de las sales de radio que escapaban por una estrecha abertura en un recipiente protegido sobre una placa fotográfica, atravesando una fina capa de plomo que se conocía era capaz de detener los rayos alfa. Fue capaz de demostrar que la radiación restante consistía en un segundo y tercer tipo de rayos: uno de ellos era desviado por un campo magnético (como eran los familiares "rayos canales") y pudieron ser identificados por Ernest Rutherford como los rayos beta; el otro, era un tipo de radiación muy penetrante que no había sido identificada antes.
Villard era un hombre modesto y no sugirió nombre alguno para el tipo de radiación que había descubierto. En 1903, fue Rutherford quien propuso llamar rayos gamma a los rayos de Villard porque eran mucho más penetrantes que los rayos alfa y rayos beta que él mismo ya había diferenciado y nombrado (en 1899) basándose en sus poder de penetración. El nombre hizo fortuna y permaneció.

## Últimos trabajos
Villard pasó mucho tiempo perfeccionando los métodos más seguros y más exactos de la dosimetría de la radiación, que se había hecho muy crudamente hasta entonces (por lo general mediante la evaluación de la calidad de la imagen de la propia mano del experimentador producida en una placa fotográfica). En 1908, Villard fue pionero en el uso de una cámara de ionización para la dosimetría de la radiación ionizante. Villard definió una unidad de kerma que más tarde fue rebautizado como roentgen. Fue elegido ese mismo año 1908 miembro de la Academia de las Ciencias Francesa.
También estudió las propiedades de los rayos catódicos.
Villard se retiró lejos de París. Murió en Bayona, Francia, el 13 de enero de 1934.